# Leichhardt
Leichhardt – geograficzna nazwa dzielnicy, położonej na terenie samorządu lokalnego Leichhardt, wchodzącego w skład aglomeracji Sydney, w stanie Nowa Południowa Walia, w Australii. Siedziba władz gminy Leichhardt.
Nazwa miejsca pochodzi od nazwiska Ludwiga Leichhardta, podróżnika i odkrywcy Australii.

## Galeria

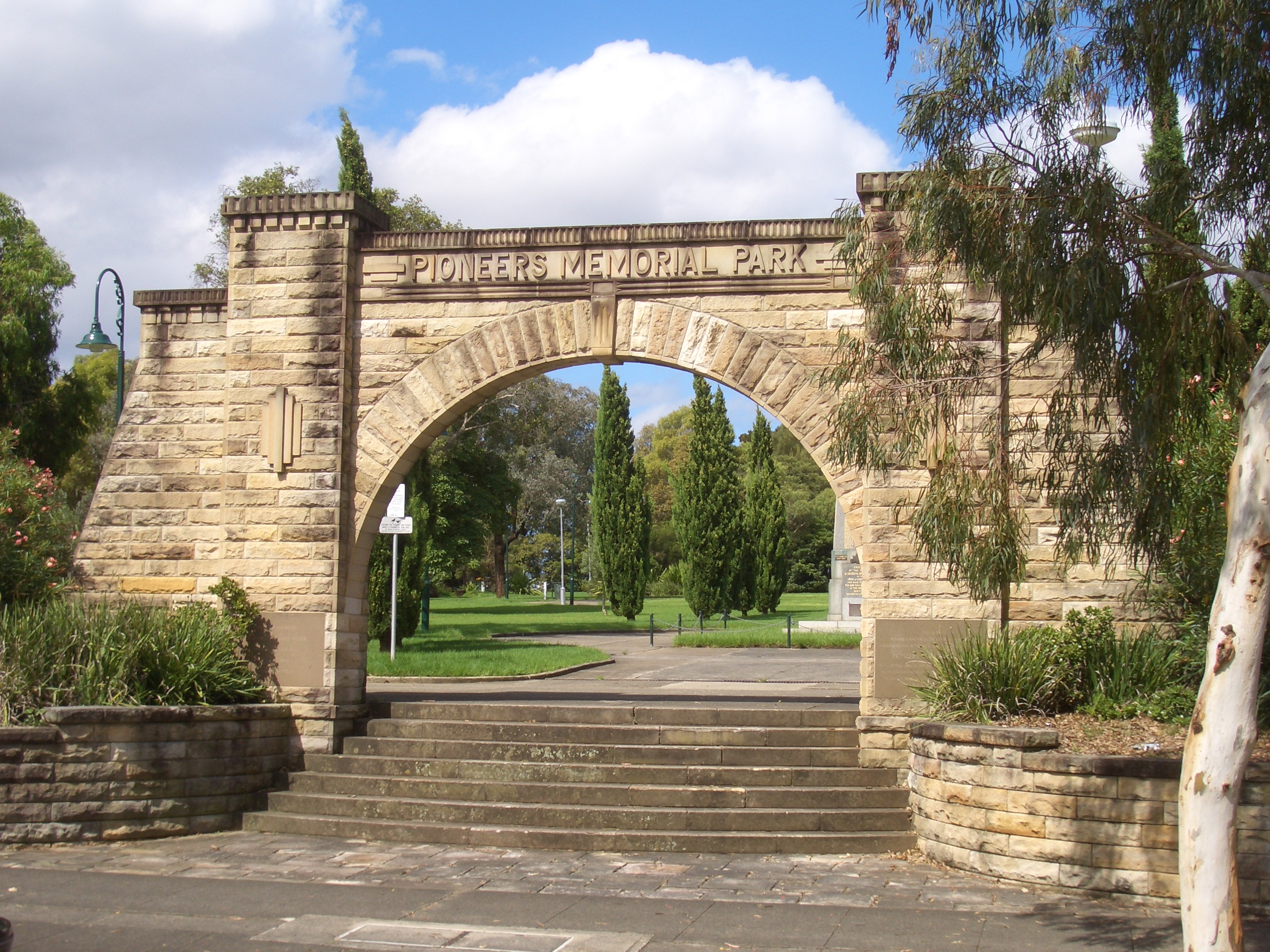
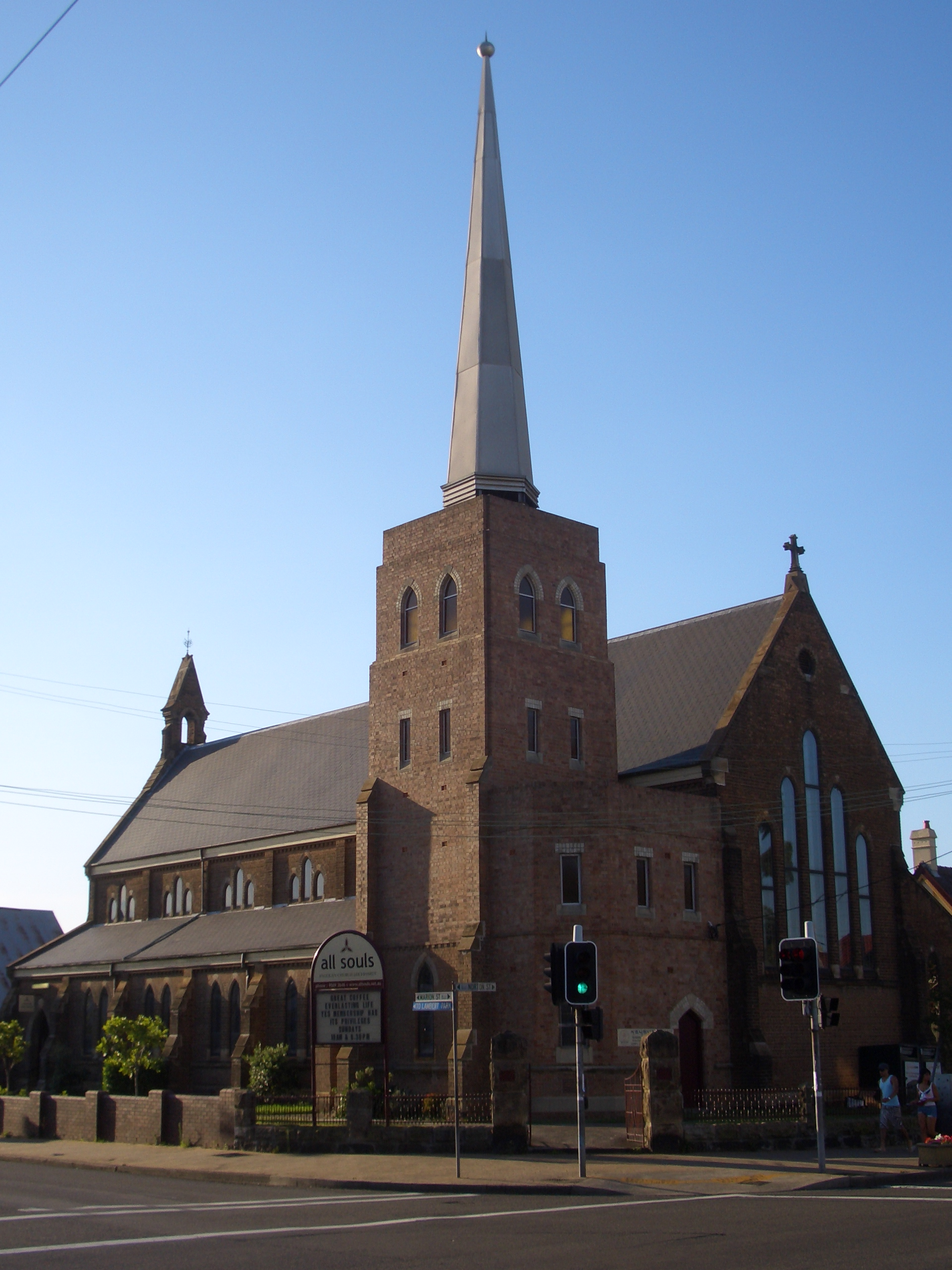
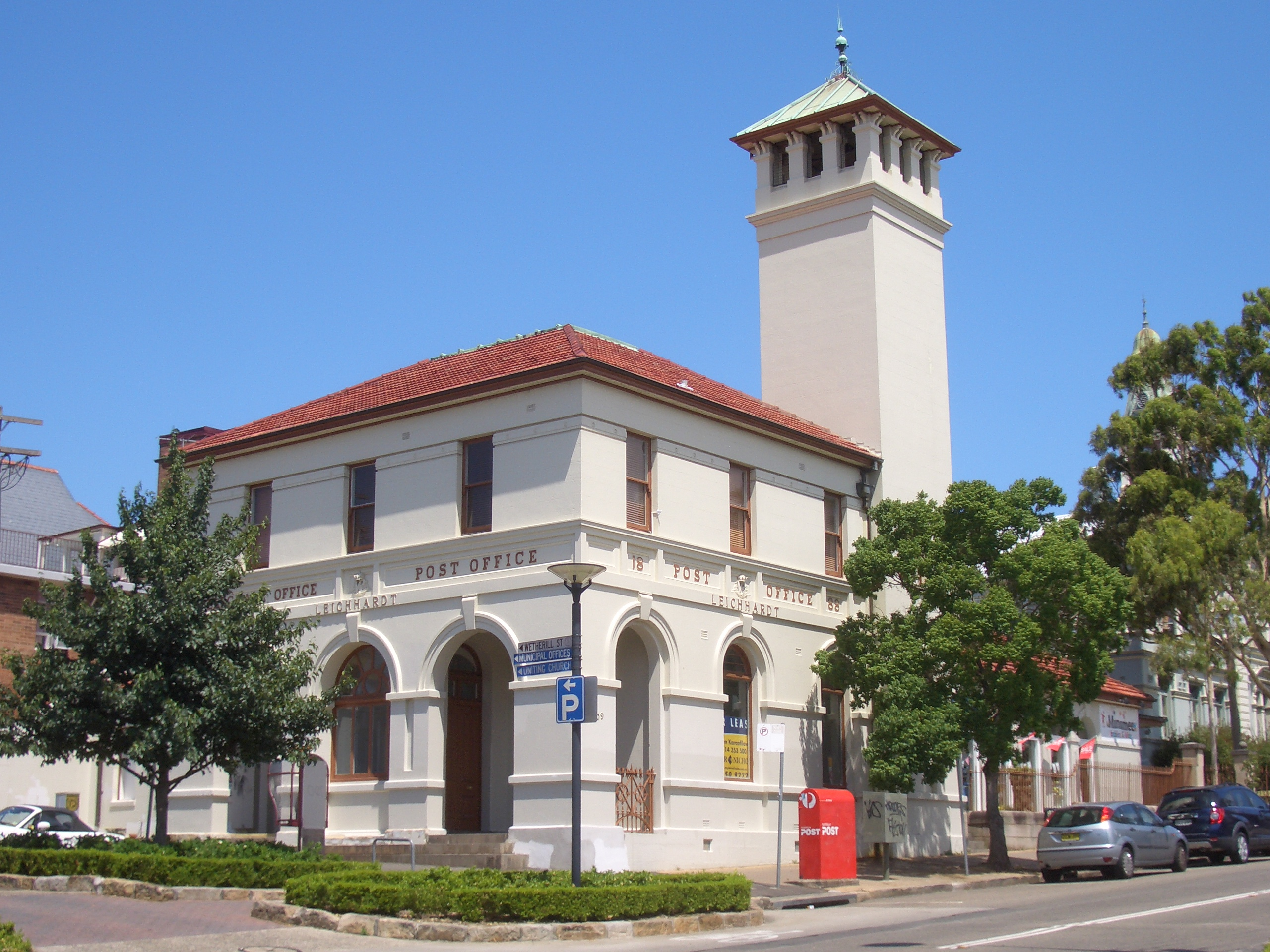